# زمین‌لرزه ژانویه ۱۹۷۴ پرو
زمین‌لرزه پرو  در تاریخ ۵ ژانویه ۱۹۷۴ میلادی، برابر با ‎۱۵ دی ۱۳۵۲، ساعت ۸:۳۳:۵۰ به زمان یوتی‌سی در پرو رخ داد. ژرفای این زلزله ۹۱٫۷ کیلومتر بود، و بزرگی آن ۶٫۶ در مقیاس ریشتر اعلام شده‌است. زمین‌لرزه به وقت محلی در روز شنبه، ساعت ۳ روی داده و منطقه زمانی آن یوتی‌سی -۵ بوده‌است .
سازمان زمین‌شناسی آمریکا نیز رومرکز این زمین‌لرزه را در مختصات ۱۲°۱۷′۵۶″جنوبی ۷۶°۲۱′۰۷″غربی / ۱۲٫۲۹۹°جنوبی ۷۶٫۳۵۲°غربی و ژرفای آنرا در ۹۸ کیلومتر گزارش کرده است. بزرگی برگزیدهٔ این سازمان از میان بزرگیهای محاسبه‌شدهٔ مختلف ۶٫۶ در مقیاس ریشتر بوده و از دید اثر، در میان چهار دسته‌بندی «نامحسوس»، «محسوس»، «زیان‌آور» یا «با تلفات»، زلزله را «با تلفات» اعلام کرده‌است.
شمار کشتگان زلزله حدود ۱۰ نفر بوده‌است.